# 13514 Mikerudenko
13514 Mikerudenko eller 1990 MR är en asteroid i huvudbältet som upptäcktes den 18 juni 1990 av den amerikanske astronomen Henry E. Holt vid Palomarobservatoriet. Den är uppkallad efter Michael Rudenko.
Asteroiden har en diameter på ungefär 5 kilometer.